# Лерма, Джефферсон
Дже́фферсон Андре́с Ле́рма Соли́с (исп. Jefferson Andrés Lerma Solís; род. 25 октября 1994 года, Эль-Серрито, Колумбия) — колумбийский футболист, полузащитник клуба «Кристал Пэлас» и сборной Колумбии.

## Клубная карьера

### «Атлетико Уила»
Джефферсон Лерма — воспитанник колумбийского клуба «Атлетико Уила». 30 марта 2013 года он дебютировал в Лиге Постобон, в домашнем матче против команды «Мильонариос». 7 февраля 2014 года Лерма забил свой первый гол в лиге, в домашнем матче против «Форталесы», выведя свою команду вперёд в счёте на 25-й минуте. А на второй добавленной минуте к первому тайму этого поединка он забил ещё мяч, тем самым оформив и первый свой дубль.

### «Леванте»
Летом 2015 года Лерма на правах аренды перешёл в клуб испанской Примеры «Леванте». 30 августа он дебютировал в сильнейшей лиге Испании, заменив на 90-й минуте гостевой игры против «Лас-Пальмаса» алжирского нападающего Набиля Гилю. 7 декабря 2015 года Лерма свой первый гол в Примере, открыв счёт в гостевом матче против «Эспаньола». По окончании срока аренды летом 2016 года валенсийский клуб воспользовался правом выкупа игрока за €600 тыс. и подписал с ним контракт до июня 2020 года.

### «Борнмут»
7 августа 2018 года Джефферсон перешел в клуб английской Премьер-лиги «Борнмут» за 30 млн евро. 1 сентября он дебютировал в игре с «Челси». 10 ноября Лерма забил свой первый гол в составе «Борнмута» в ворота «Ньюкасл Юнайтед». Лерма стал любимым игроком болельщиков, благодаря своей жесткой и серьёзной игре. По результатам первого сезона в клубе футболист сыграл 32 матча и забил 2 мяча в ворота соперников.

## Международная карьера
В составе сборной Колумбии до 23 лет Лерма участвовал в футбольном турнире Олимпийских игр 2016 года.
За национальную сборную Колумбии Лерма дебютировал 10 ноября 2017 года в товарищеском матче с Южной Кореей. Участвовал в Чемпионате мира 2018.

## Достижения
«Кристал Пэлас»
- Обладатель Кубка Англии: 2024/25
- Обладатель Суперкубка Англии: 2025